# Ija Alexejewna Arepina
Ija Alexejewna Arepina (russisch И́я Алексе́евна Аре́пина; * 2. Juni 1930 in Ardatow, Mordwinien; † 24. Juli 2003 in Moskau) war eine sowjetische Schauspielerin.

## Leben
Arepina besuchte ab 1947 das Gerassimow-Institut für Kinematographie, das sie 1954 abschloss. Zu ihren Lehrern zählten Wassili Wanin und Wladimir Belokurow. Von 1954 bis 1985 gehörte Arepina dem Ensemble des Theater-Studios der Filmschauspieler in Moskau an.
Sie wurde 1953 für den Film entdeckt und gab ihr Leinwanddebüt in Степные зори von Leon Saakow. Ihren Durchbruch hatte Arepina als Tonja in Iossif Cheifiz’ Eine große Familie (Большая семья). Für ihre Leistung erhielt sie als Teil des Gesamtensembles auf den Internationalen Filmfestspielen von Cannes 1955 die Goldene Palme als Beste Schauspielerin.
In der Folge wurde sie „in mehreren Rollen junger Mädchen mit einer breiten Gefühlsskala“ eingesetzt, erhielt jedoch in den 1960er- und 1970er-Jahren zunehmend weniger Rollenangebote. Ihre letzte Filmrolle übernahm sie 1988 in einer Fernsehproduktion. Arepina verstarb 2003 in Moskau und wurde auf dem dortigen Nikolo-Archangelskoje-Friedhof beigesetzt.

## Filmografie
- 1954: Eine große Familie (Большая семья)
- 1956: Ilja Muromez (Илья Муромец)
- 1957: Könige der Manege (Всего дороже)
- 1957: Fahrt über drei Meere (Хождение за три моря)
- 1957: Der Ringer und der Clown (Борец и клоун)
- 1958: Die Hauptmannstochter (Капитанская дочка)
- 1959: Immer nur Liebe (Под стук колес)
- 1966–1967: Krieg und Frieden (Война и мир)
- 1974: Kalina Krassnaja – Roter Holunder (Калина красная)